# Сесіл Пейн
Се́сіл Макке́нзі Пейн (англ. Cecil McKenzie Payne; 14 грудня 1922, Бруклін, Нью-Йорк — 27 листопада 2007, Камден, Нью-Джерсі) — американський джазовий саксофоніст (баритон).

## Біографія
Народився 14 грудня 1922 року Брукліні (штат Нью-Йорк). Його батько грав на саксофоні, сестра Кевріл була професійною співачкою; інші члени родини також займались музикою. Вчився грати на гітарі у Християнській музичній школі в Брукліні в 1937 році, потім на альт-саксофоні у Піта Брауна (1938—41). 
Грав на кларнеті в армійському гурту (1943—46); потім дебютував у студії звукозапису на альт-саксофоні з Дж. Дж. Джонсоном і Бадом Пауеллом. Потім грав на баритон-саксофоні у біг-бенді Роя Елдриджа (1946), потім приєднався до біг-бенду Діззі Гіллеспі, де він грав соло на «Ow!» і «Stay on It» (1946—49). Виступав у Нью-Йорку з Джеймсом Муді, Теддом Демероном, Коулменом Гокінсом та ін. (1949—52). Грав з Іллінойсом Жаке (1952—54). У 1950-х багато запусувався, зокрема з Кенні Доргемом, Джиджі Грайсом, Джиммі Клівлендом, Дюком Джорданом, Ренді Вестоном, Джоном Колтрейном та з власним гуртом.
У 1961 році гурт Сесіла Пейна-Кенні Дрю замінив гурт Фредді Редда-Джекі Мак-Ліна у бродвейському спектаклі «Зв'язок». Грав з Мачіто (1963—64), Лайонелом Гемптоном (1964). Виступав і записувався в Англії в 1966 році; потім грав з Вуді Германом (1967), Слайдом Гемптоном (1967—68), Діззі Гіллеспі (1968—69), оркестром Каунта Бейсі (1969—71), з власними гуртами у 1970-х; з NY Jazz Repertory Orchestra (1974), з Бенні Картером (1977—79. На початку 1980-х грав в гурті Dameronia; з власним гуртом у Філадельфії та Нью-Йорку наприкінці 1980-х і 1990-х. 
Помер 27 листопада 2007 року в Камдені (штат Нью-Джерсі) у віці 84 років.

## Дискографія
- Patterns of Jazz (Savoy, 1957)
- Cecil Payne Performing Charlie Parker Music (Charlie Parker, 1961)
- The Connection (Charlie Parker, 1962)
- Brookfield Andante (Spotlite, 1966)
- Zodiac (Strata-East, 1968 [1973])
- Brooklyn Brothers (Muse, 1973) з Дюком Джорданом
- Bird Gets The Worm (Muse, 1976)
- Bright Moments (Spotlight, 1979)
- Cerupa (Delmark, 1993)
- Scotch and Milk (Delmark, 1997)
- Payne's Window (Delmark, 1998)